# Oksenøya
Oksenøya o Uksenøya és una illa situada a la regió de Sunnmøre, al comtat de Møre og Romsdal, Noruega. L'illa està dividida entre els municipis d'Ålesund i Skodje, a la banda nord de la Storfjorden. Oksenøya té una superfície de 108 quilòmetres quadrats. L'illa és la llar de prop de 26.000 persones a Ålesund, el costat Skodje al voltant de 1.200 persones a Skodje. Aquesta és l'illa més gran del municipi d'Ålesund.
L'illa va ser originalment part de l'antic municipi de Borgund, però ara es divideix entre Ålesund i Skodje. És la llar dels pobles de Spjelkavik, Myrland, i Løvika (a Ålesund) i el poble de la Vall (a Skodje).
Les ruta europees E39 i E136 transcorren per tota l'illa. L'illa està dominada pel gran llac Brusdalsvatnet que abasta 7,5 quilòmetres quadrats a la part nord de l'illa i s'utilitza com un dipòsit d'aigua potable per al municipi (i la ciutat) d'Ålesund.